# MM..Food
MM..Food è un album dell'artista hip hop americano Daniel Dumile / MF DOOM, il secondo registrato utilizzando lo pseudonimo di MF DOOM. È uscito il 16 novembre 2004 per Rhymesayers Entertainment, un'etichetta discografica del Minnesota.

## Osservazioni generali
MM.. Food è un anagramma di MF DOOM.
L'album ha un'impronta caratteristica, per cui tutto -o quasi- ruota attorno al cibo: DOOM utilizza, nei beats da lui composti, campioni collegabili a questo tema, disseminandone parallelamente i testi di metafore legate allo stesso argomento.
Molte canzoni furono registrate nel 2002, alcune uscirono in precedenza come singoli ed una traccia ("One Beer") era giù uscita prima della pubblicazione dell'album a nome Madvillain.
La copertina originale fu colorata da Jason Jägel e il design fu curato da Jeff Jank. I disegni contengono scene in cui MF DOOM è ritratto mentre fa colazione e mentre mescola tra di loro elementi chimici in una foresta e in un disegno compaiono alcuni uomini impiccati ad un albero.
Un bonus disc, dal titolo MM..LeftOvers, fu pubblicato a scopo promozionale da Rhymesayers e Hiphopsite.com.
L'album fu ristampato il 24 luglio 2007, sempre per Rhymesayers Entertainment. Nella ristampa era incluso un bonus DVD, un poster e diversi adesivi, uno dei quali profumato al cioccolato, per richiamare ancora una volta il tema centrale del prodotto.
Molti tra i campioni che MF DOOM utilizza per costruire le canzoni dell'album vengono da vecchi episodi di cartoni animati come Spiderman e Superman. Un esempio è la base di Beef Rapp.

## Tracce
| #  | Titolo                | Durata | Con               | Produttori   |
| -- | --------------------- | ------ | ----------------- | ------------ |
| 1  | Beef Rapp             | 4:39   |                   | MF Doom      |
| 2  | Hoe Cakes             | 3:54   |                   | MF Doom      |
| 3  | Potholderz            | 3:20   | Count Bass D      | Count Bass D |
| 4  | One Beer              | 4:18   |                   | Madlib       |
| 5  | Deep Fried Frenz      | 4:59   |                   | MF Doom      |
| 6  | Poo-Putt Platter      | 1:13   |                   | MF Doom      |
| 7  | Fillet-O-Rapper       | 1:03   |                   | MF Doom      |
| 8  | Gumbo                 | 0:49   |                   | MF Doom      |
| 9  | Fig Leaf Bi-Carbonate | 3:19   |                   | MF Doom      |
| 10 | Kon Karne             | 2:51   |                   | MF Doom      |
| 11 | Guinnesses            | 4:41   | Angelika and 4ize | MF Doom      |
| 12 | Kon Queso             | 4:00   |                   | PNS          |
| 13 | Rapp Snitch Knishes   | 2:52   | Mr. Fantastik     | MF Doom      |
| 14 | Vomitspit             | 2:48   |                   | MF Doom      |
| 15 | Kookies               | 4:02   |                   | MF Doom      |

## Campioni utilizzati
- "Beef Rapp" contiene un campione da "Would You Like a Snack?" di Frank Zappa.[2]
  - Contiene anche un segmento musicale da vecchi episodi di Spiderman.
- "Hoe Cakes" contiene un campione da "Supersonic" di J.J. Fad.
  - Contiene anche un campione da "Sweet Love" di Anita Baker.
- "One Beer" contiene un campione da "Huit Octobre 1971" di Cortex.
- "Poo-Putt Platter" contiene un campione dall'episodio di Halloween di Fat Albert.
- "Deep Fried Frenz" contiene un campione da "Friends" di Whodini e un campione da "Friends And Strangers" di Ronnie Laws.
- "Gumbo" contiene un campione da "Holiday in Berlin, Full Blown" e "Would You Like a Snack?", entrambe di Frank Zappa.[2]
- "Kon Karne" contiene un campione da "Is It a Crime" di Sade e Latoya by Just-Ice.
- "Rapp Snitch Knishes" contiene un campione da una cover di "Space Oddity", di David Bowie, arrangiata da David Matthews.
- "Vomitspit" contiene un campione da "Happy You Should Be" di Mashmakhan.
- La versione di "Kookies" del 2004 contiene un campione dai titoli di coda di Sesame Street, la versione 2007 ha un beat differente.
- "Fillet-O-Rapper" contiene parti dialogate dal film  "Hell Up in Harlem"
  - Contiene anche un campione da "Mean Lene" di Hubert Laws.
- "Guinnesses" contiene un campione da "True Love" di Faze-O
- "Potholderz" contiene un campione da "Still D.R.E." di Dr. Dre